# جمعية بحوث المستقبليات المصرية العربية
جمعية بحوث المستقبليات المصرية العربية (إيافرا) هي منظمة غير حكومية لا تهدف إلى الربح، وتضطلع إيافرا بالتبصر في المستقبليات وبدائلها، الممكن منها، والأقـرب للإمـكان، بـل والمفـضل من بينـها. ذلك في إطـار التحـولات والتحديات الراهنة والمستقبلية، المتاحة من حولها. وبناء عليه، فهى تخدم صناعة السياسات، وتتخذ من القطاع العام (الحكومى) والخاص (الأهلى) قاعدة المنتفعين ببحوثها ودراساتها. وعلى ذلك فإن إيافرا تمد قطاع المنتفعين على الصعيدين القومى والدولي، بطائفة المعلومات ذات الصبغة المستقبلية. 
حول الدراسات والبحوث المستقبلية في مصر والوطن العربي
أنشأ الأعضاء في مجلس الإدارة جمعية بحوث المستقبليات المصرية العربية (إيافرا)، ومجلس المستقبليين، ومجموعة القاهرة-من مشروع الألفية التابع لجامعة الأمم المتحدة، أنشأوا جميعا مناهج العمل وطرائق البحث في الدراسات المستقبلية وتقنيات التنبؤ العلمي، في عدد من مراكز البحوث والدراسات المستقبلية في الجامعات والمؤسسات البحثية في مصر والمنطقة العربية، ومن بينها مركز البحوث والدراسات المستقبلية جامعة القاهرة (شعير، 1995-2003)، وجامعة أسيوط (منصور، 1995)، ومركز المشورة الكويت (الشطى)، والمركز العربي للدراسات الاستراتيجية والقانونية (الأشعل)، ومراكز أخرى ومؤسسات سابقة عليها ولاحقة لها، داخل الجامعات وخارجها
وفي هذا الإطار، أقيم العديد من برامج المشروعات والشراكات المستقبلية. كما عقدت سلسلة من المؤتمرات والندوات، وحلقات التدريب والنقاش، متعددة ومتنوعة، في مجال علوم وتقنيات المستقبل، نشير إلى بعض منها على النحو التالي
1. احتفالية جامعة القاهرة العلمية الأولى بالألفية الميلادية الجديدة تحت عنوان: «مصر والألفية الجديدة» - يناير 2000
2. احتفالية جامعة القاهرة العلمية الثانية بالألفية الميلادية الجديدة تحت عنوان: «تحديث مصر: رؤى مستقبلية» - ديسمبر 2001
3. مؤتمر مستقبل علوم الوراثة والهندسة الوراثية - فبراير 1998
4. مؤتمر المستحضرات الحيوية للقرن الحادي والعشرين تحت عنوان: «مستقبل صناعة الأمصال واللقاحات» - مايو 1999
5. مؤتمر مستقبل صناعة الدم في مصر - إبريل 2001
6. نحو توافقية المستقبليات: النمـوذج الفرنسي المصري تحت عنوان: «الشراكة المصرية ـ الفرنسية: استشعار المستقبل» - أكتوبر 2002
7. استشعار المستقبليات في أنظمة الطاقة: نحو مستقبل مستدام للطاقة في مصر - ديسمبر 2003
8. مشروع سيناريوهات سلام الشرق الأوسط - 2002-2003
9. المؤتمر السنوي الثالث بمشاركة الاتحاد الأوروبي تحت عنوان: «شراكة المستقبليات الفرنسية المصرية» - رؤى مستقبلية حول الحوض المتوسط
10. حلقات التدريب والنقاش: «التطبيقات الطبية لتقنيات أشعة الليزر في الأمراض الجلدية» - بالتعاون مع جامعة أولم ورابطة الليزر الألمانية

وغنى عن البيان، أن المؤسسين هم من بين رموز الفكر والثقافة، والتبصر المستقبلي في مصر والوطن العربي
حول إطار العمل القانوني واللائحي
تعمل ايافرا طبقا لنظام اللائحة الأساسية التي ينظمها قانون «الجمعيات والمؤسسات الأهلية» رقم 84 لسنة 2002 في جمهورية مصر العربية، وتحت رقم الإشهار 2152 في 26/7/2004 م.

## الأهداف
تبصر واستشعار ومعايشة المستقبل، القومى والدولي، من خلال التطبيقات لتقنيات التنبؤ العلمي، وطرائق التحليل الاستراتيجى، في مجال البحوث والدراسات المستقبلية، الأكاديمية منها والتطبيقية، على النحو التالى:
1. تنمية البحوث والدراسات المستقبلية

- - تنمية المؤسسات العلمية العاملة في حقل المستقبليات، واعتماد تقنيات البحوث المستقبلية
  - استحداث دلالات المستقبل القياسية
  - بناء نماذج وتصورات (سيناريوهات) التنمية البشرية المستدامة
  - اعتماد مشروعات بحثية في مجالات نظم المعلومات والاتصالات، ونظم الطاقة، والمياه، والعولمة، والحوكمة، والتعليم، والتصنيع، والبيئة، والتحولات الاجتماعية الثقافية، وسيناريوهات السلام

1. الاستشارات في مجال المستقبليات

- - تنبؤات التنمية الاستراتيجية للمؤسسات
  - التبصر القيادى *
  - التنبؤ وتصميم برامج التنمية الحكومية والأهلية، الإقليمية والعالمية

1. التدريب في مجال المستقبليات

- - عقد الندوات وحلقات التدريب المحلية، والمؤتمرات الدولية
  - تشجيع نشر الثقافة المستقبلية، المجتمعية والبيئية
  - إنشاء وحدات تدريبية داخل الشركات والمؤسسات التجارية
  - إنشاء برامج قومية للدرجات العلمية الجامعية في مجال المستقبليات، لما قبل وبعد التخرج *

1. 1. إنشاء المشروعات والشراكات المستقبلية

- - مشروعات الشراكة المستقبلية المصرية – الفرنسية
  - مشروعات «اليوروبروسبكتيف» (معلق تحت الدراسة)
  - المؤتمرات: على النحو المبين سابقا (فقرة الدراسات والبحوث المستقبلية في مصر والوطن العربي)
  - شراكة مشروع الألفية (Millennium Project) – جامعة الأمم المتحدة (واشنطن).

## شراكة محافظة الجيزة
- - شراكة مركز دراسات المستقبل - جامعة أسيوط
  - (المركز العربي للدراسات الاستراتيجية والقانونية (القاهرة *

## النشر والتراجم والدوريات، ومكتبة المستقبليات
- الإصـدار الدورى (الموسمى) تحت عنوان
- المراقب المستقبلى المصري العربي" (EAFRA Future Watch)
- 8التراجم العربية لأمهات الكتب والمؤلفات المستقبلية
- حالة المستقبل في الألفية، حالة المستقبل 2005، حالة المستقبل 2006، حالة المستقبل 2007، حالة المستقبل 2008، حالة المستقبل 2009"

## النظام الإداري للجمعية
يقوم النظام الإداري للجمعية على انتخاب مجلس الإدارة (Executive Board-Elect)، ويعاونه في إدارة العمل الفنى مجموعة المجالس المتخصصة، ومنها مجلس المستقبليين (Visionists' Council)، مجموعة القاهرة (Cairo Node): على النحو التالى

## مجلس الإدارة: الرئاسة والعضوية المنتخبة
- الأستاذ الدكتور/ كمال زكى محمود شعير، مؤسس ومدير مركز البحوث والدراسات المستقبلية (سابقا)، جامعة القاهرة، أستاذ بكلية الطب جامعة القاهرة. رئيسا
- الأستاذ الدكتور/ محمد ضياء الدين زاهر، رئيس قسم أصول التربية – جامعة عين شمس نائبا للرئيس
- الأستاذ الدكتور/ محمد حسن رسمى، عميد كلية الحاسبات (الأسبق) جامعة القاهرة أمينا عاما
- الأستاذ الدكتور/ محمد وحيد الدين عبد الله، أستاذ الكيمياء - كلية العلوم – مدير مركز خدمة المجتمع - جامعة القاهرة أمينا للصندوق
- الأستاذ الدكتور/ فتحى السيد سعد، محافظ الجيزة عضوا
- الأستاذ الدكتور/ عاطف عمر شريف، رئيس الهيئة القومية للاستشعار عن بعد وعلوم الفضاء عضوا
- الأستاذ الدكتور/ أحمد شوقى حسن، المدير التنفيذي لوحدة تنسيق العلاقات الخارجية، المجلس الأعلى للجامعات، أستاذ علم الوراثة، زراعة الزقازيق عضوا
- الأستاذ الدكتور/ إسماعيل الشطى، أستاذ الاقتصاد والعلوم السياسية، ومدير مركز دار المشورة- السالميه – الكويت. عضوا
- الأستاذ الدكتور/ رشيد حمد الحمد، سفير دولة الكويت بالقاهرة عضوا
- الأستاذ الدكتور/ محمد إبراهيم منصور، مدير مركز البحوث والدراسات المستقبلية – جامعة أسيوط، عميد كلية التجارة – أسيوط. عضوا
- الأستاذ الدكتور/ سميرة لوقا، الهيئة القبطية الإنجيلية عضوا
- الأستاذ الدكتور/ محمد زكى عويس، أستاذ الفيزياء - كلية العلوم – جامعة القاهرة عضوا
- الأستاذ الدكتور/ محمد علي أحمد، أستاذ الفيزياء، كلية العلوم- جامعة القاهرة عضوا
- الأستاذ الدكتور/ هانى محمد جوهر، عميد كلية الطب البيطرى – جامعة القاهرة عضوا
- الأستاذ الدكتور/ محمد مصطفى صالح، أستاذ بكلية الحاسبات والمعلومات- جامعة القاهرة. عضوا

## مجلس المستقبليين
- الأستاذ الدكتور/ إسماعيل صبرى عبد الله، رئيس منتدى العالم الثالث -
- الأستاذ / السيد يس، أستاذ علم الاجتماع السياسي ومستشار مركز الأهرام للدراسات الاستراتيجية والسياسية – جريدة الأهرام -
- الأستاذ الدكتور / ميلاد حنا، كلية الهندسة – جامعة القاهرة -
- الأستاذ الدكتور/ عاطف شريف، رئيس الهيئة القومية للاستشعار عن بعد وعلوم الفضاء -
- الأستاذ الدكتور/ حسنين ربيع، نائب رئيس جامعة القاهرة (الأسبق) -
- الأستاذ الدكتور/ محمد عبد الفتاح القصاص، كلية العلوم – جامعة القاهرة -
- الأستاذ الدكتور/ سعد نصار، مدير مركز البحوث الزراعية (الأسبق) ومحافظ الفيوم (الأسبق) -
- الأستاذ الدكتور/ عبد اللطيف عبد المجيد الهنيدى، مستشار الجهاز المركزى للتعبئة العامة والإحصاء -
- السيد الأستاذ / عصام رفعت، رئيس تحرير الأهرام الاقتصادي -
- الأستاذ الدكتور/ كمال المنوفى، عميد كلية الاقتصاد والعلوم السياسية - جامعة القاهرة -
- الأستاذ الدكتور / محمد حسن رسمى، عميد كلية الحاسبات (الأسبق) جامعة القاهرة -
- الأستاذ الدكتور / حمدى سيف النصر، رئيس هيئة الطاقة الذرية -
- الأستاذ الدكتور/ عواطف عبد الرحمن، كلية الإعلام – جامعة القاهرة -
- الأستاذ الدكتور/ أحمد شوقى، المدير التنفيذي لوحدة تنسيق العلاقات الخارجية- المجلس الأعلى للجامعات -
- الأستاذ الدكتور / محمد ضياء زاهر، رئيس قسم أصول التربية – جامعة عين شمس -
- الأستاذ الدكتور / محمد زكى عويس، أستاذ الفيزياء - كلية العلوم – جامعة القاهرة -
- الأستاذ الدكتور / محمد رؤوف حامد، الهيئة القومية للرقابة والبحوث الدوائية -
- الأستاذ الدكتور / حسن وجيه، أستاذ اللغويات والعلوم السياسية – جامعة الأزهر -
- الأستاذ الدكتور / كمال زكى محمود شعير، مدير مركز البحوث والدراسات المستقبلية (السابق)- جامعة القاهرة -

مجموعة القاهرة (Cairo Node) مشروع الألفية – جامعة الأمم المتحدة
تتكون من مختلف التخصصات العلمية والأدبية والفنية

## من هم المنتفعون بأنشطة الجمعية ؟
نظرا لانتماء إيافرا إلى عضوية وشراكة شبكة المستقبليات العالمية، والمتمثلة في الجمعية العالمية للمستقبليات بالولايات المتحدة، والاتحاد العالمي للدراسات المستقبلية العالمية في دولة أستراليا، ومشروع الألفية التابع لجامعة الأمم المتحدة بمدينة واشنطن، ومؤسسة «يوروبروسبكتيف» الفرنسية وغيرها، فهى تعتمد عددا وافرا من المفكرين والمنظرين، في تنوع واسع من التخصص في العلوم الإنسانية والطبيعية، من بين كوادر الجامعات، وغيرها من المؤسسات البحثية المتخصصة على الصعيدين المحلى والدولي
وتشهد مؤتمراتها السنوية، وحلقات التدريب والندوات العلمية الثقافية الدورية، اجتماع هذه الكوكبة الفريدة من المفكرين والباحثين والدارسين، القوميين منهم والدوليين، الأعظم تميزا والأكثر تفردا، في مجالات متنوعة من العلوم والفنونذلك جنبا إلى جنب مع المتلقين من شتى التخصصات العلمية والتقنية، والمهتمين بالثقافة العلمية والفنية.

## كيف تكتسب عضوية الجمعية؟
- أملأ البيانات في استمارة العضوية المرفقة، وارفق عها صورتين شخصيتين حديثتين
- احتفظ بالإيصال الدال على سداد قيمة الاشتراك السنوى والتأسيسى، بعد الحصول على موافقة مجلس الإدارة لعضويتكم
- احتفظ ببطاقة العضوية المختومة من الإدارة، ملصقا بها صورتكم الشخصية، ومدونا بها رقم عضويتكم

فضلا، لا تتردد في الاتصال بالإدارة والسكرتارية عند الحاجة للمعاونة، فإنه يسرنا خدمتكم والقيام على راحتكم. ويمكنك أن تجد جميع المعلومات الاتصال لدينا في صفحة اتصل بنا

## وصلات خارجية
(مستقبليات مصريه عربيه) Egyptian-Arab Futures Research Association